# Рэй, Кори (бейсболист)
Кори Донте Рэй (англ. Corey Donte Ray; 22 сентября 1994, Чикаго, Иллинойс) — американский бейсболист и тренер. Выступал на позиции аутфилдера. На драфте 2016 года был выбран под общим пятым номером. В Главной лиге бейсбола провёл одну игру в составе клуба «Милуоки Брюэрс».

## Биография

### Ранние годы и любительская карьера
Кори Рэй родился 22 сентября 1994 года в Чикаго, один из трёх детей в семье. В 2013 году окончил Академию Симеона, старшую школу, специализирующуюся на технических дисциплинах. В течение четырёх лет Рэй играл в составе её бейсбольной команды, включался в сборную звёзд Иллинойса, принимал участие в матче всех звёзд школьного бейсбола. Летом 2013 года на драфте Главной лиги бейсбола он был выбран клубом «Сиэтл Маринерс», но от подписания контракта отказался, предпочтя продолжить учёбу в Луисвиллском университете.
В 2014 году Рэй дебютировал в бейсбольном турнире NCAA. В своём первом сезоне он принял участие в 43 матчах, отбивая с показателем 32,5 %, и в составе команды дошёл до плей-офф студенческой Мировой серии. В 2015 году он стал одним из основных аутфилдеров «Луисвилл Кардиналс», сыграв 65 матчей. Эффективность его игры на бите составила 32,5 %, он выбил 11 хоум-ранов и набрал 56 RBI. По итогам сезона Рэй был включён в состав сборной звёзд NCAA. Летом 2015 года он выступал в составе студенческой сборной США.
Последний сезон в студенческой карьере он провёл в 2016 году. Рэй сыграл за команду 64 матча и второй раз подряд вошёл в сборную звёзд турнира. Он отбивал с эффективностью 31,0 %, стал лучшим в команде с 15 хоум-ранами и 60 RBI. Украденные им 44 базы стали вторым показателем в NCAA. Летом 2016 года на драфте Главной лиги бейсбола он был выбран «Милуоки Брюэрс» под общим пятым номером, став самым высоко задрафтованным бейсболистом в истории университета.

### Профессиональная карьера
В июне 2016 года Рэй подписал с «Брюэрс» контракт, сумма бонуса составила 4,1 млн долларов. Первой командой в его профессиональной карьере стали «Бревард Каунти Манатис» из Лиги штата Флорида. Осенью он получил разрыв мениска и перенёс операцию, из-за которой не смог полноценно принять участие в предсезонных сборах основного состава «Милуоки» весной 2017 года. Сезон Рэй провёл в Каролинской лиге в команде «Каролины Мадкэтс». Его показатель отбивания по итогам чемпионата составил 23,8 %, он украл 24 базы. Летом 2017 года он принимал участие в Матче будущих звёзд. В 2018 году он сыграл 135 матчей за «Билокси Шукерс», отбивая с эффективностью 23,9 %, с 27 хоум-ранами, 74 RBI и 37 украденными базами. По итогам сезона Рэй был признан Игроком года в Южной лиге и лучшим игроком фарм-системы «Брюэрс».
На сборах весной 2019 года Рэй травмировал палец на руке, но не сообщил об этом тренерскому штабу команды. Отсутствие своевременного лечения привело к тому, что он более чем на два месяца был внесён в список травмированных. За год он смог принять участие только в 69 матчах, большую часть их проведя за «Сан-Антонио Мишнс» в Лиге Тихоокеанского побережья, где эффективность его игры на бите составила только 18,8 %. В 2020 году сезон в младших лигах был отменён из-за пандемии COVID-19 и Рэй не принимал участия в официальных матчах. В апреле 2021 года он дебютировал в Главной лиге бейсбола, но затем был переведён в фарм-клуб AAA-лиги «Нэшвилл Саундс», где отбивал с показателем 27,4 %. Из-за ряда травм вернуться в основной состав «Брюэрс» ему не удалось.
Провёл свой единственный матч в Главной лиге бейсбола за клуб «Милуоки Брюэрс» 24 апреля 2021 года против «Чикаго Кабс». В 2022 году выступал в фарм-системе Брюэрс на уровне AA и AAA, после чего объявил о завершении карьеры игрока. В марте 2023 года Рэй был назначен тренером скамейки клуба «Миртл-Бич Пеликанс», аффилированного с «Кабс».